# Giánnis Ioannídis
Pour les articles homonymes, voir Ioannidis.
Giánnis Ioannídis (en grec moderne : Γιάννης Ιωαννίδης), né le 26 février 1945 à Thessalonique (royaume de Grèce) et mort le 4 octobre 2023 à Athènes (Grèce), est un joueur et entraîneur de basket-ball grec, devenu homme politique.

## Biographie

### Carrière sportive
Considéré comme le plus grand entraîneur grec de l'histoire, c'est également un ancien joueur qui a évolué avec le club grec de l'Aris Salonique, club dont il est le deuxième marqueur de l'histoire avec 4 970 points, devancé par Níkos Gális.
Devenu entraîneur, il dirige les clubs de l'Aris Salonique, AEK Athènes et Olympiakos, ainsi que de la sélection grecque

### Carrière politique
Après son retrait du poste d'entraîneur, il devient membre du parlement grec, représentant le parti Nouvelle Démocratie à partir de 2004. Il est réélu en 2007.

## Carrière de joueur

### Club
- 1960-1978 : Aris Salonique

## Carrière d'entraîneur

### Club
- 1977 Ergotelis
- 1978-1979 Aris Salonique
- 1979-1981 G.S. Larissas
- 1982-1990 Aris Salonique
- 1991-1996 Olympiakós
- 1996-1998 AEK Athènes
- 1999-2000 Olympiakós

### Sélection nationale
- 1981, 2003 Équipe de Grèce

### Palmarès

#### Club
Entraîneur
- 12 titres de Champion de Grèce 1979, 1983, 1985, 1986, 1987, 1988, 1989, 1990, 1993, 1994, 1995, 1996
- Coupe de Grèce 1985, 1987, 1988, 1989, 1990, 1994
- 6 participations au Final Four de l'Euroligue